# Heinrich Lossow

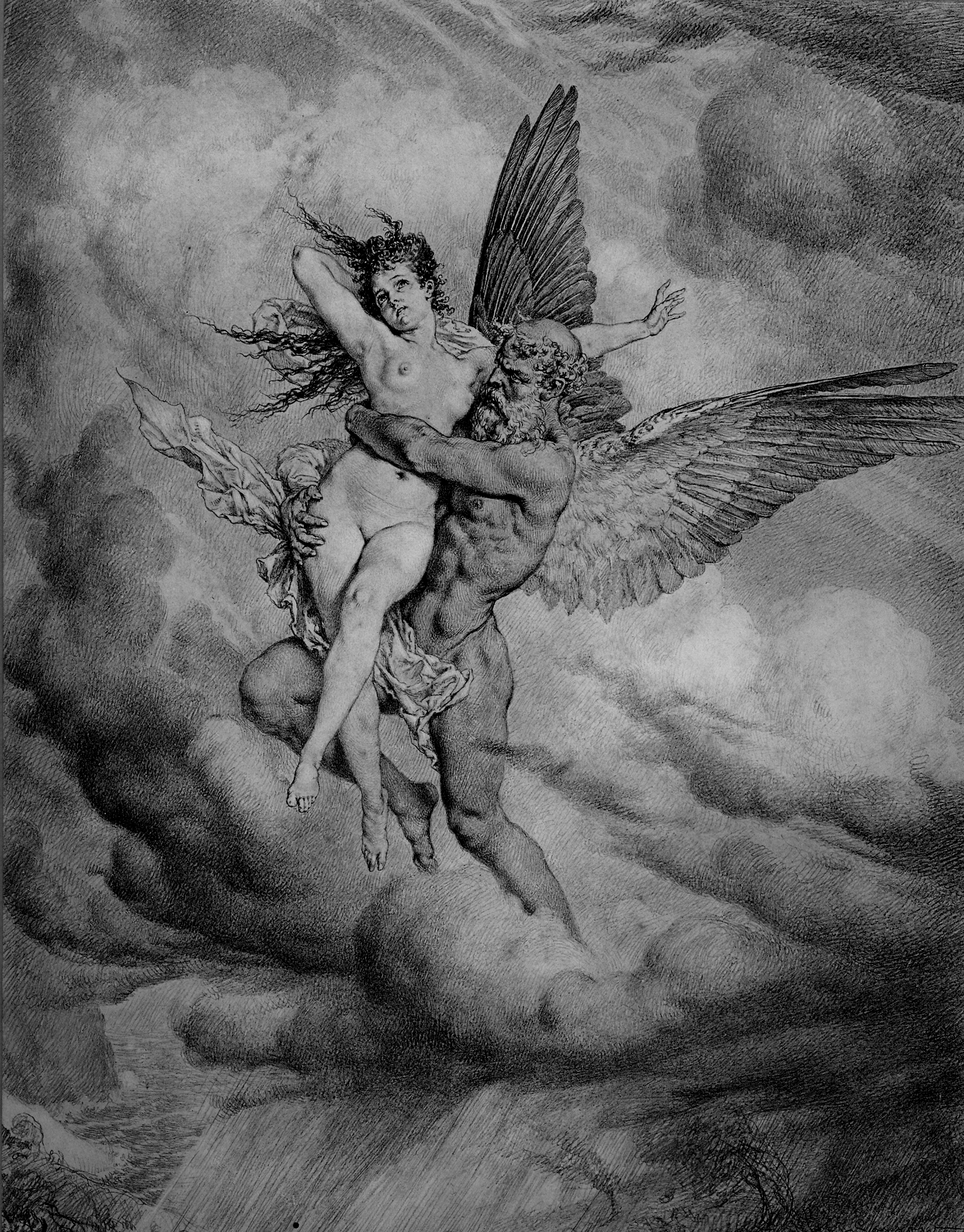
Bòreas i Oritia, 1880

Heinrich Lossow (Múnic, Regne de Baviera, 10 de març de 1843 – Schleissheim, Àustria-Hongria, 19 de maig de 1897) va ser un pintor i il·lustrador de gènere alemany. Va ser un prolífic pornògraf en el seu temps lliure.

## Biografia
El seu pare va ser Arnold Hermann Lossow, un escultor de Bremen que es va traslladar a Múnic el 1820 per estudiar d'Ernst Mayr. Heinrich Lossow va tenir dos germans: Carl, nascut el 1835 i Friedrich Lossow, nascut el 1837. Els tres xics tenien una afinitat per l'art; Carl es va convertir en un pintor històric, mentre que Friedrich es va convertir en un pintor de fauna salvatge.
Inicialment, Lossow practicava la pintura amb son pare, però posteriorment va estudiar amb Carl Theodor von Piloty a l'Acadèmia de Belles Arts de Múnic. Després va viatjar per França i Itàlia per perfeccionar el seu art.
També va ser il·lustrador per a editorials; entre d'altres, va fer unes il·lustracions per al llibre de William Shakespeare Les alegres comares de Windsor.